# Antonina (moglie di Belisario)
Antonina, in greco: Ἀντωνίνα (484 circa – dopo il 565), è stata la moglie del generale Belisario.
Non fu mai fedele a Belisario. Infatti, ebbe moltissime relazioni, addirittura con Teodosio, il figlioccio del marito. Antonina accompagnò Belisario in tutte le sue campagne a Occidente: ella aveva una grande importanza per l'esercito del marito, in quanto era lei che coordinava i rifornimenti. Era amica di Teodora, un rapporto di amicizia e fiducia che Antonina si era guadagnata facendole molti favori.

## Biografia
Antonina era figlia di un auriga, che gareggiava nelle corse dell'ippodromo di Costantinopoli, e di una prostituta.
Molto probabilmente per Antonina, le nozze con Belisario furono le seconde: infatti quest'ultima si era già sposata negli anni venti del VI secolo, relazione da cui ebbe almeno un figlio, Fozio, e forse anche una figliastra. Poi sposò Belisario quando ancora era una guardia del corpo del principe Giustiniano I, ma, da quanto ci riporta Procopio nella Storia segreta, ella non fu mai fedele a Belisario, ma ebbe moltissime relazioni, addirittura con Teodosio, il figlioccio del marito. Belisario ebbe una figlia da lei, Giovanna/Giovannina.
Belisario fu promosso capo della guardia imperiale da Giustiniano I, che era diventato Augusto, e l'imperatrice Teodora (moglie di Giustiniano I), che proveniva da una famiglia come quella di Antonina, prese in simpatia quest'ultima e ne divenne amica, nominandola patrizia e facendola così entrare nella corte bizantina.
Nel 533 Belisario fece battezzare un giovane, Teodosio, divenendone il padrino e adottandolo. Teodosio partì con Belisario e Antonina per l'Africa per strapparla ai Vandali e durante la spedizione nacque una relazione tra lei e il figlioccio. Antonina, che accompagnò Belisario in tutte le sue campagne a Occidente, aveva una grande importanza per l'esercito del marito, in quanto era lei che coordinava i rifornimenti, facendo così affluire i rifornimenti d'acqua nella campagna contro il regno dei Vandali, nel 533. Conquistata Cartagine, Belisario un giorno scoprì Antonina e Teodosio svestiti in un sotterraneo. Antonina giustificò la cosa affermando che lei e Teodosio erano scesi per occultare il meglio del bottino in modo da tenerselo per sé e non darlo a Giustiniano e, mentre il figlioccio si rivestiva, Belisario preferì non credere a ciò che gli occhi avevano visto poco prima credendo piuttosto alle menzogne della moglie.
Ritornati a Costantinopoli, nel 535 Antonina seguì il marito nella guerra gotica. La relazione amorosa con il figlioccio continuò: mentre erano a Siracusa, i due facevano l'amore addirittura in presenza dei servi; quando questi ultimi, e soprattutto Macedonia, dissero a Belisario dell'adulterio, egli, furioso, tentò di uccidere il figlioccio ma la precipitosa fuga di quest'ultimo sventò ciò; quando poi Antonina, piangendo, convinse Belisario dell'infondatezza delle accuse dei servi, questi ultimi, per volere di Antonina, vennero uccisi e gettati nelle acque di Siracusa. Teodosio venne richiamato da Belisario.
La campagna in Italia continuò e Antonina continuò a mostrarsi utile al marito. Nel 537, durante l'assedio di Roma, ella organizzò una flotta di rifornimenti per Belisario. Sempre nel 537, Teodora ordinò ad Antonina di far in modo di cacciare dal trono papale papa Silverio.
Ritornata a Costantinopoli con il marito nel 540, pianse quando scoprì che il suo amante Teodosio voleva ritirarsi in un monastero a Efeso. Nonostante i pianti di Antonina e di Belisario stesso, Teodosio entrò nel monastero, ma quando il generale partì (senza Antonina) per le regioni orientali dell'Impero, minacciate dai Sasanidi, il figlioccio uscì da lì per copulare con l'amante. Nel frattempo Antonina, oltre a continuare la sua relazione adultera, fece un favore a Teodora facendo cadere in disgrazia il prefetto del pretorio d'Oriente Giovanni di Cappadocia. Per fare ciò parlò con la figlia di Giovanni dicendole che suo marito Belisario, pur avendo conquistato molti territori, aveva trovato Giustiniano ingrato e che lei e suo marito avrebbero voluto congiurare contro l'Imperatore ma non avevano abbastanza seguaci. In seguito a questo discorso, la figlia disse al padre della possibile congiura e lui propose ad Antonina di organizzare una congiura. Essi decisero di incontrarsi in un determinato luogo per parlare ulteriormente di questa congiura ma Antonina disse tutto a Teodora che lo disse all'Imperatore. L'Imperatore dunque inviò Narsete e un altro uomo a spiare Giovanni il giorno dell'incontro con Antonina e quando, ascoltando i discorsi, ebbero la prova che Giovanni stesse per congiurare contro Giustiniano, balzarono contro Giovanni per arrestarlo ma quest'ultimo riuscì a fuggire e si ritirò in un monastero, perdendo il posto di prestigio che aveva nella corte bizantina.
Dopo ciò, Antonina partì per il limes orientale. Tuttavia, per colpa di Fozio, Belisario aveva scoperto della relazione con Teodosio e preparava la vendetta che ottenne segregandola e organizzando il rapimento di Teodosio. Tuttavia Teodora, ormai diventata amica di Antonina a causa della faccenda di Giovanni di Cappadocia, richiamò i due a Costantinopoli e torturò molti dei seguaci di Belisario e Fozio stesso per far svelare loro il luogo dov'era stato segregato Teodosio. Alla fine Fozio parlò e Teodosio venne ritrovato. Teodora chiamò poi Antonina e le disse che aveva una "perla unica" da mostrarle: Teodosio. Quando lo seppe, ringraziò l'Augusta ma poco tempo dopo Teodosio morì di dissenteria privando Antonina del suo amante.
Nel 543, Belisario perse i favori imperiali per pressioni di Teodora sull'Imperatore; Antonina, che non intendeva perdere la posizione sociale che si era conquistata, lavorò per recuperare la fiducia dell'imperatrice verso il marito, riuscendo così a farlo reintegrare in Italia nel 544. La situazione però in Italia era critica, e, a dire di Procopio, fu peggiorata dalla paura del generale Giovanni, odiato da Teodora, di essere ucciso da Antonina per volere di Teodora; tale paura fece sì che Giovanni decise di non ricongiungersi con l'esercito di Belisario, preferendo stare il più lontano possibile dall'amica intima e intrigante di Teodora. Nel 548 Antonina fece ritorno a Costantinopoli per chiedere rinforzi all'imperatore, sapendo che, con l'amicizia che aveva con Teodora, con molta probabilità sarebbe riuscita a fornire un buon supporto militare dall'imperatore; tuttavia non fu così, perché quando Antonina arrivò alla capitale bizantina, venne a sapere della morte di Teodora. Questo la persuase a far pressione all'imperatore di richiamare Belisario dall'Italia.
Teodora cercò di convincere Belisario e Antonina di far maritare la loro figlia Giovanna con il nipote di Teodora Anastasio. Questo matrimonio però avrebbe fatto ereditare ai discendenti di Teodora i vasti possedimenti di Belisario, a cui l'Imperatrice mirava con il suddetto matrimonio. Cosicché Belisario e Antonina cercarono di rinviare il più tardi possibile le nozze. Teodora allora decise di obbligare Giovannina a convivere con Anastasio, e si mormorò addirittura che convinse Anastasio a farle violenza. Quando Antonina ritornò a Costantinopoli, non essendo d'accordo con le nozze, sciolse il fidanzamento fra i due giovani, nonostante avessero convissuto per otto mesi e fossero entrambi innamorati uno con l'altro.
Molto probabilmente Antonina sopravvisse al marito, che morì nel 565, ma non abbiamo notizie certe su ciò.